# Amegilla bothai
Amegilla bothai es una especie de abeja excavadora perteneciente al género Amegilla, categorizada en la tribu Anthophorini, de la subfamilia Apinae.
Fue descrita científicamente por el entomólogo alemán Heinrich Friedrich August Karl Ludwig Friese en 1911. Aparece registrada y publicada en una sección de Zoologische Jahrbücher, Abteilung Für Systematik, Geographie Und Biologie Der Tiere, Vol. 30 de 1911.

## Distribución
Se distribuye por varios países del continente africano, entre ellos, República Democrática del Congo, Uganda, Kenia, Malaui, Sudáfrica, Etiopía y Mozambique.